# 澤木啓祐
澤木 啓祐（さわき けいすけ、1943年12月8日 - ）は、陸上競技の元選手でマラソン・中長距離選手の指導者。順天堂大学スポーツ健康科学部学部長、日本陸上競技連盟副会長。

## 来歴
大阪府吹田市出身。
大阪府立春日丘高等学校2年時に神戸インターハイ(1960年)、1500mと5000mで優勝。高校3年時(1961年)には、日本陸上競技選手権大会1500mで2位入賞、インターハイには出場せず、ヨーロッパを転戦するなど1964年東京オリンピックの有力候補として将来を嘱望された。進路は注目されたが、「有力選手の澤木を必ず獲得する」と監督の帖佐寛章が熱意を見せた順天堂大学（当時は関東学生陸上競技対校選手権大会二部降格線上のチームだった）に進学する。順天堂大学入学後、インカレ、ユニバーシアードなどにおいてトラック競技で大活躍。箱根駅伝でも4年時に花の2区を区間新の快走で初優勝の立役者になった。
競技ハイライトは1966年。その年の6月22日、ロンドンのクリスタル・パレスで開催された、ロンドン4大学対抗競技会5000mで、当時のトップランナーのロン・クラーク（オーストラリア）、モハメド・ガムーディ（チュニジア）、メチェル（ハンガリー）を振り切り優勝。タイムは日本新記録の13分36秒2であった。このタイムは1966年の世界ランキング4位。それ以降、日本人におけるこの種目での世界ランキング10位以内はない。その他に、3000mで世界ランキング9位。3マイルで世界ランキング9位。10000mで世界ランキング19位に入った。
1967年7月9日、ソビエト連邦で行われた第10回ズナメンスキー兄弟記念大会で10000mに出場して優勝。
その後も1968年メキシコオリンピック、1972年ミュンヘンオリンピックの代表に選出されるなど名ランナーとして活躍。5000m、10000mの日本記録を塗り替えていった。
1973年から母校、順天堂大学の指揮をとり、箱根駅伝では4連覇を含む9回の総合優勝を果たす。
2024年6月26日、10000m走の練習中、学生に対して「給水不要」を指示したところ（他の監督・コーチ・スタッフは給水を行った）、練習後に一部の学生が熱中症の症状を呈し、1名が救急搬送される事態が起きた。このことなどが一部週刊誌で報じられ、また不適切な言動を行ったとする匿名文書が学内に出回ったことから、大学は調査委員会を設置して調査を行った。その調査結果を伝達したところ、澤木は陸上競技部名誉総監督を退任し、指導から退くと申し出て、9月4日に退任の挨拶を行った。

### 代表選考の責任者
日本陸連では、選手強化本部長として代表選考の責任者を務める。

## 現役時代の主な成績

### マラソン
1. 2時間16分06秒　8位　1966年別府大分毎日マラソン
2. 2時間21分07秒　18位　1967年別府大分毎日マラソン
3. 2時間43分09秒　87位　1968年別府大分毎日マラソン
4. 2時間30分45秒　53位　1969年別府大分毎日マラソン

### 箱根駅伝区間成績
※いずれも2区
- 第39回（1963年）　1時間19分39秒（区間3位）
- 第40回（1964年）　1時間22分11秒（区間15位）
- 第41回（1965年）　1時間18分09秒（区間6位）
- 第42回（1966年）　1時間12分02秒（区間1位）区間新記録（1分50秒短縮）

### ユニバーシアード
- 第4回大会（1965年、ブダペスト）：5000m　優勝　13分45秒2（日本新記録）
- 第5回大会（1967年　東京）：5000m　優勝（2連覇）14分03秒8、10000m　優勝　29分00秒0

## 関連人物・指導した主な選手
- 上田誠仁（山梨学院大学陸上競技部監督）
- 川崎勇二（中央学院大学駅伝部監督）
- 仲村明（順天堂大学陸上競技部駅伝コーチ）
- 本川一美（小森コーポレーション陸上競技部監督）
- 高橋健一（富士通長距離ブロック長兼駅伝監督、2001年世界陸上エドモントン大会男子マラソン日本代表）
- 三代直樹（富士通長距離ブロックコーチ）
- 岩水嘉孝（資生堂ランニングクラブ監督、2003年世界陸上パリ大会3000m障害日本代表）
- 野口英盛（積水化学女子陸上部監督）
- 佐藤清治
- 今井正人（トヨタ自動車九州所属）
- 長門俊介（順天堂大学陸上競技部駅伝監督）
- 松岡佑起（大塚製薬陸上競技部男子部アシスタントコーチ）
- 小野裕幸（慶應大学競走部長距離ブロックコーチ）
- 三浦龍司（SUBARU所属、3000m障害日本記録保持者）

## 著作
- 『ランニングで強くなる本　オリンピックランナーが明かす正しいランニング』日本文芸社、1980年7月
- 『マラソン・トレーニング』（山地啓司･山西哲郎との共著）ベースボールマガジン社、1989年9月 ISBN 978-4-58302794-4
- 帖佐寛章・佐々木秀幸（監修）『マラソン』（高岡郁夫との共著）ベースボールマガジン社〈最新陸上競技入門シリーズ;3〉、1993年4月 ISBN 978-4-58303040-1
- 全米陸上競技連盟（英語版）（著）Joseph.L.Rogers（編集）『コーチングマニュアル』（沢村博・尾縣貢・青山清英と共訳）陸上競技社、2004年3月 ISBN 978-4-88293250-5
- 順天堂大学陸上競技研究室『順天堂メソッド 勝つための陸上競技』（監修）ベースボールマガジン社、2009年4月 ISBN 978-4-58310138-5
- 『陸上競技ビデオ全集　VOL.3「長距離・マラソン」』（監修）ソーケン･ネットワーク (DVD)
- 『Super陸上　VOL.4「長距離走」』（監修）ソーケン･ネットワーク (DVD)

## 関連書籍
- 生島淳『監督と大学駅伝』日刊スポーツ出版社、2008年12月（第7章で｢澤木啓祐部長　箱根駅伝は私の研究領域の集大成｣を掲載）ISBN 978-4-81720260-4